# Província de Charcas

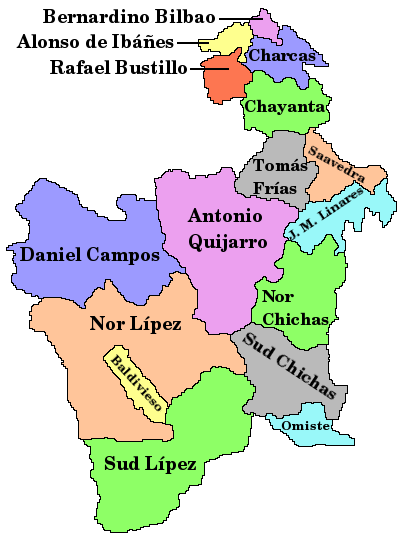
Les províncies del Departament de Potosí

La província de Charcas és una de les 16 províncies del Departament de Potosí, a Bolívia. La seva capital és San Pedro de Buena Vista.